# Hymenophyllum sampaioanum
Hymenophyllum sampaioanum là một loài dương xỉ trong họ Hymenophyllaceae. Loài này được Brade & Rosenst. mô tả khoa học đầu tiên năm 1931.
Danh pháp khoa học của loài này chưa được làm sáng tỏ. 